# Chiraprapha
Chiraprapha Maha Devi (Thai: พระนางจิรประภามหาเทวี, RTGS: Phra Nang Chiraprapha Maha Thewi) war zwischen 1545 und 1546 Regentin des Reiches Lan Na in Nord-Thailand.

## Leben

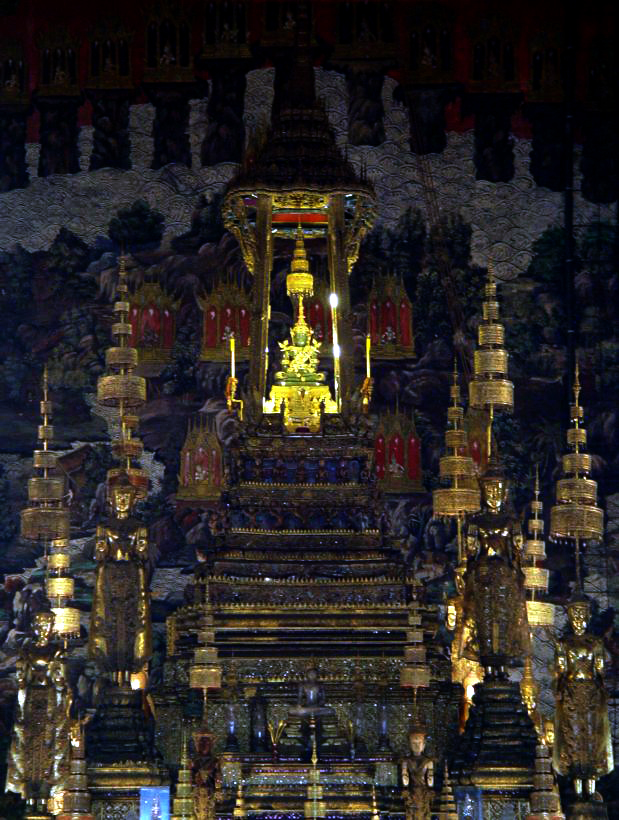
Der Smaragd-Buddha

Chiraprapha war eine Tochter von König Ket Chettharat (reg. 1526 bis 1538) und wurde Königin in einer Zeit großer Umbrüche für Lan Na. Sie wurde zur Königin erhoben, während die Adligen den König des laotischen Reiches von Lan Xang, Setthathirat, als neuen Herrscher zu gewinnen suchten. 
Chairacha, König von Ayutthaya, versuchte die Probleme Lan Nas auszunutzen und das Land zu übernehmen. Um ihr Reich zu retten, bewillkommnete Chiraprapha den Gegner bei dem Tempel Wat Lok Moli in freundlicher Weise. Hinter dem Rücken jedoch trieb sie die Anreise von Setthathirat aus Luang Phrabang voran. 
Setthathirat übernahm den Thron von Lan Na im Jahr 1546, und Chiraprapha wurde seine Königin. Als Setthathirat nach Laos zurückkehrte, weil er um seinen dortigen Thron fürchten musste, begleitete ihn seine neue Königin mit dem hoch verehrten Buddhabildnis, dem Smaragd-Buddha (Phra Kaeo).

## Erwähnenswertes
Chiraprapha spielt eine Rolle im thailändischen Historienfilm Die Legende der Suriyothai von Chatrichalerm Yukol (2001).